# Albert John Lutuli
Albert Lutuli (también conocido por su nombre zulú: "Mvumbi") (Bulawayo, Rodesia del Sur v 1898 - KwaDukuza, Sudáfrica 1967) fue un profesor y sudafricano, ganador del Premio Nobel de la Paz y un político y estadista. Luthuli fue elegido presidente del Congreso Nacional Africano (ANC) en 1952, en ese momento una organización paraguas que encabezaba la oposición al gobierno de la minoría blanca en Sudáfrica, y ocupó el cargo hasta su muerte en un accidente. En 1960 fue galardonado con el Premio Nobel de la Paz por su lucha no violenta contra el apartheid. Fue el primer africano y la primera persona fuera de Europa y las Américas que recibió el Premio Nobel de la Paz. Luthuli era un predicador laico de la Iglesia Congregacional Unida del Sur de África (UCCSA) con sede en su Iglesia Congregacional de Groutville en Stanger, KwaZulu Natal, donde Luthuli fue enterrado después de su fallecimiento en 1967.

## Juventud y estudios
Albert John Mvumbi Luthuli nació en la estación de la Misión de Solusi, cerca de Bulawayo, en el sur de la colonia británica de Rhodesia, ahora Zimbabue. Aunque se desconoce su fecha de nacimiento, más tarde él calculó que su año de nacimiento fue 1898. Su padre, John Bunyan Lutuli, era el hijo menor de un jefe tribal en Groutville en la Reserva Misionera Umvoti cerca de Stanger, en la provincia de Natal. Se hizo misionero cristiano en la Iglesia Adventista del Séptimo Día. Al momento del nacimiento de Albert, John estaba trabajando como intérprete entre los Matabele de Rhodesia.
Su madre, Mtonya Gumede, pasó parte de su infancia en la casa de Cetewayo kaMpande, el rey del Reino zulú, pero fue mayormente criada en Groutville. Albert era el tercer hijo de la pareja. Como no hay información disponible sobre sus hermanos, se supone que fue el único superviviente. Albert perdió a su padre a la edad de ocho años. En algún momento entre 1906 y 1908, acompañó a su madre a su hogar ancestral en Groutville. Allí vivió en la casa de su tío, Martin Lutuli, quien había sucedido a su abuelo como jefe tribal.
En 1911, con el apoyo de su madre, que ahora trabajaba como lavandera, Albert ingresó a la escuela misionera Congregacionalista local. Aquí estudió hasta el cuarto estándar. Viviendo con su tío, también se empapó de tradiciones y valores tribales. En 1914, Albert fue llevado al Instituto Ohlange. Era un internado, dirigido por el Dr. John Dube, el presidente fundador del Consejo Nacional Nativo de Sudáfrica y aquí estudió durante dos semestres. Al aprobar el examen de fin de año en el Instituto Ohlange, Albert fue llevado a una institución metodista en Edendale cerca de Pietermaritzburg, en la provincia de KwaZulu-Natal para entrar a un curso de capacitación para maestros. Se graduó de allí en 1917.

### Actividad docente
Al completar el programa de enseñanza en Edendale, Lutuli aceptó el puesto de director y único maestro en una escuela primaria en la zona rural de Blaauwbosch, Newcastle, Natal. Aquí Lutuli fue confirmado en la Iglesia Congregacional y se convirtió en un predicador laico. En 1920 recibió una beca del gobierno para asistir a un curso superior de capacitación de maestros en Adams College, y posteriormente se unió al personal de la facultad de capacitación, enseñando junto a Z. K. Mathews, quien era entonces director de Adams College High School. Para proporcionar apoyo financiero a su madre, rechazó una beca para la Universidad de Fort Hare.
Eventualmente, Lutuli se hizo miembro del Christian Council Executive y en 1928 fue nombrado secretario de la Asociación de Profesores Africanos, para convertirse en presidente en 1933.
En 1936 aceptó el cargo de jefe tribal como sucesor de su tío, luego de dos años de rechazar el puesto, luego que le fuera ofrecido por los jefes zulúes. Continuó como rey hasta el 1952, cuando el gobierno del Apartheid lo destituyó. Sin embargo, el pueblo siguió refiriéndose a él con este apelativo hasta su muerte.

### Formación cristiana
Lutuli fue influenciado fuertemente por los principios cristianos en su estilo de hacer política y durante el resto de su vida.
Respecto a la relación entre su política y su religión, Luthuli dijo:

Estoy en el Congreso precisamente porque soy cristiano. Mi creencia cristiana sobre la sociedad debe encontrar su expresión aquí y ahora, y el Congreso es la punta de lanza de la lucha real... Mi propia exhortación, porque soy cristiano, es entrar en el meollo de la lucha con otros cristianos, tomando mi cristianismo conmigo y orando para que pueda ser utilizado para influir para bien el carácter de la resistencia.

## Vida política
En 1944 Lutuli entró a formar parte del Congreso Nacional Africano, escalando posiciones dentro de la entidad y llegando a ser el presidente en 1951. Desde 1948 el Partido Nacional, principal partido político del país, adoptó la política del apartheid, por la cual Lutuli fue uno de los cabecillas evidentes contrarios a esta política. Por su firme oposición fue arrestado diversas veces y confinado a un arresto domiciliario entre 1957 y 1960.
En 1960 fue galardonado con el Premio Nobel de la Paz por su trabajo como presidente del Congreso Nacional Africano (ANC) en la lucha contra el apartheid, siendo liberado por las autoridades sudafricanas de su arresto domiciliario.
Escogido rector de la Universidad de Glasgow por los estudiantes en 1962, desempeñó el cargo hasta 1965. En 1964 fue nuevamente confinado en arresto domiciliario por su lucha contra el apartheid; murió el 21 de julio de 1967 en un accidente cerca de su casa.
En 1968 recibió de forma póstuma, el Premio de Derechos Humanos de las Naciones Unidas, un reconocimiento otorgado por la Organización de las Naciones Unidas a las personas y organizaciones que hayan realizado aportes significativos en «la promoción y protección de los derechos humanos y las libertades fundamentales».